# Čirko-Kem'
Il Čirko-Kem' (in russo Чирко-Кемь?) è un fiume della Russia europea settentrionale, affluente di destra del Kem' (tributario del mar Bianco). Scorre nei rajon Kaleval'skij e Muezerskij della Repubblica della Carelia.
Nasce dalle alture della Carelia occidentale dall'unione dei due piccoli fiumi Čirka e Kem', scorrendo successivamente con direzione mediamente settentrionale in un paesaggio ondulato e ricco di laghi; sfocia nel piccolo lago Jaškojarvi, uno dei molti formati dal fiume Kem' nel suo corso.
Il fiume è ghiacciato nel periodo compreso tra novembre e fine aprile/primi di maggio.